# HMS Capetown (D88)
HMS Capetown (D88) là một tàu tuần dương hạng nhẹ thuộc lớp tàu tuần dương C của Hải quân Hoàng gia Anh Quốc, được chế tạo trong giai đoạn cuối Chiến tranh Thế giới thứ nhất, và thuộc lớp phụ Carlise, vốn còn bao gồm HMS Carlisle, HMS Cairo, HMS Calcutta và HMS Colombo, khác biệt so với các lớp phụ trước đó, khi được bổ sung một "mũi tàu đánh cá" nâng mũi tàu lên cao hơn để đi biển tốt hơn, cũng như không có các tháp chỉ huy hỏa lực. Tên của nó được đặt theo thành phố Cape Town của Nam Phi, và nó là chiếc tàu duy nhất của Hải quân Hoàng gia được mang cái tên này.
Capetown được đặt lườn tại xưởng đóng tàu Cammell Laird ở Birkenhead vào ngày 23 tháng 2 năm 1917. Nó được hạ thủy vào ngày 28 tháng 6 năm 1918, được đưa đến xưởng tàu Pembroke để tiếp tục hoàn tất việc trang bị, một quá trình kéo dài đến tận tháng 2 năm 1922. Capetown được đưa ra hoạt động quá trễ để có thể tham gia Thế Chiến I, nhưng đã phục vụ trong Chiến tranh Thế giới thứ hai. Giống như đa số các tàu chị em, thoạt tiên nó được phân về Địa Trung Hải và sau đó là đến biển Đỏ.
Capetown trải qua phần lớn thời gian trong quãng đời hoạt động của nó cùng với Hạm đội Viễn Đông, bao gồm một giai đoạn giữa hai cuộc thế chiến từ tháng 7 năm 1934 đến tháng 8 năm 1938, khi nó quay trở về Anh để được tái trang bị. Nó tái gia nhập Ham đội Địa Trung Hải vào tháng 8 năm 1940. Trong khi được bố trí tại biển Đỏ, nó trúng phải ngư lôi của xuồng máy phóng ngư lôi Ý MAS 213 ngoài khơi Massawa vào ngày 6 tháng 4 năm 1941 và bị hư hại nặng. Bảy thành viên thủy thủ đoàn thiệt mạng trong trận này. Sau một năm sửa chữa tại Bombay, nó phục vụ cùng Hạm đội Viễn Đông cho đến năm 1943. Sau đó nó quay về Anh Quốc và gia nhập Hạm đội Nhà.
Capetown sống sót qua cuộc chiến tranh. Nó bị bán để tháo dỡ vào ngày 5 tháng 4 năm 1946. Nó được kéo đến xưởng tàu của Ward tại Preston để tháo dỡ vào ngày 2 tháng 6 năm 1946.